# Martillac
Martillac est une commune du Sud-Ouest de la France, située dans le département de la Gironde, en région Nouvelle-Aquitaine.

## Géographie

### Localisation
Commune située dans l'aire d'attraction de Bordeaux et même dans son unité urbaine dans l'AOC des Graves.

### Communes limitrophes
Les communes limitrophes en sont Cadaujac au nord-nord-est, Saint-Médard-d'Eyrans au sud-est, La Brède au sud et Léognan à l'ouest.
|         |           | Cadaujac              |
| Léognan | Martillac |                       |
|         | La Brède  | Saint-Médard-d'Eyrans |

### Climat
Pour des articles plus généraux, voir Climat de la Nouvelle-Aquitaine et Climat de la Gironde.
Historiquement, la commune est exposée à un climat océanique aquitain.  
En 2020, Météo-France publie une typologie des climats de la France métropolitaine dans laquelle la commune est exposée à un climat océanique et est dans la région climatique  Aquitaine, Gascogne, caractérisée par une pluviométrie abondante au printemps, modérée en automne, un faible ensoleillement au printemps, un été chaud (19,5 °C), des vents faibles, des brouillards fréquents en automne et en hiver et des orages fréquents en été (15 à 20 jours).
Pour la période 1971-2000, la température annuelle moyenne est de 13,1 °C, avec une amplitude thermique annuelle de 14,5 °C. Le cumul annuel moyen de précipitations est de 940 mm, avec 11,9 jours de précipitations en janvier et 6,9 jours en juillet. Pour la période 1991-2020, la température moyenne annuelle observée sur la station météorologique la plus proche, située sur la commune de Cadaujac à 5 km à vol d'oiseau, est de 13,8 °C et le cumul annuel moyen de précipitations est de 918,3 mm,. Pour l'avenir, les paramètres climatiques de la commune estimés pour 2050 selon différents scénarios d’émission de gaz à effet de serre sont consultables sur un site dédié publié par Météo-France en novembre 2022.

## Urbanisme

### Typologie
Au 1er janvier 2024, Martillac est catégorisée bourg rural, selon la nouvelle grille communale de densité à sept niveaux définie par l'Insee en 2022.
Elle appartient à l'unité urbaine de Bordeaux, une agglomération intra-départementale regroupant 73  communes, dont elle est une commune de la banlieue,,. Par ailleurs la commune fait partie de l'aire d'attraction de Bordeaux, dont elle est une commune de la couronne,. Cette aire, qui regroupe 275 communes, est catégorisée dans les aires de 700 000 habitants ou plus (hors Paris),.

### Occupation des sols

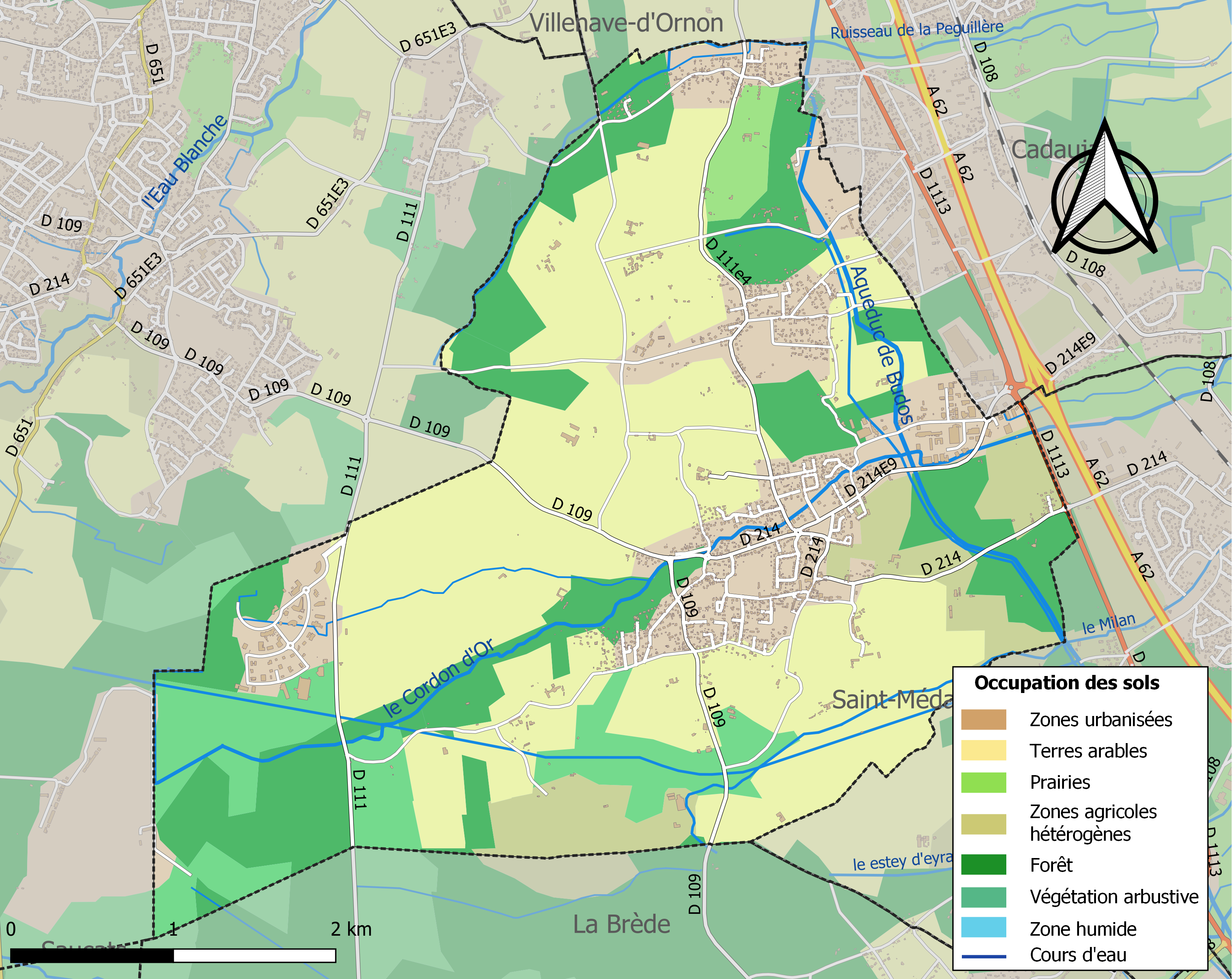
Carte des infrastructures et de l'occupation des sols de la commune en 2018 (CLC).

L'occupation des sols de la commune, telle qu'elle ressort de la base de données européenne d’occupation biophysique des sols Corine Land Cover (CLC), est marquée par l'importance des territoires agricoles (51,7 % en 2018), en augmentation par rapport à 1990 (46,3 %). La répartition détaillée en 2018 est la suivante : 
cultures permanentes (43,3 %), forêts (21,8 %), zones urbanisées (12,8 %), milieux à végétation arbustive et/ou herbacée (9,6 %), zones agricoles hétérogènes (6,9 %), zones industrielles ou commerciales et réseaux de communication (4,1 %), prairies (1,5 %). L'évolution de l’occupation des sols de la commune et de ses infrastructures peut être observée sur les différentes représentations cartographiques du territoire : la carte de Cassini (XVIIIe siècle), la carte d'état-major (1820-1866) et les cartes ou photos aériennes de l'IGN pour la période actuelle (1950 à aujourd'hui).

### Risques majeurs
Le territoire de la commune de Martillac est vulnérable à différents aléas naturels : météorologiques (tempête, orage, neige, grand froid, canicule ou sécheresse), inondations, feux de forêts, mouvements de terrains et séisme (sismicité faible). Un site publié par le BRGM permet d'évaluer simplement et rapidement les risques d'un bien localisé soit par son adresse soit par le numéro de sa parcelle.
La commune a été reconnue en état de catastrophe naturelle au titre des dommages causés par les inondations et coulées de boue survenues en 1982, 1985, 1999, 2009, 2016, 2020 et 2021,.
Martillac est exposée au risque de feu de forêt. Depuis le 20 avril 2016, les départements de la Gironde, des Landes et de Lot-et-Garonne disposent d’un règlement interdépartemental de protection de la forêt contre les incendies. Ce règlement vise à mieux prévenir les incendies de forêt, à faciliter les interventions des services et à limiter les conséquences, que ce soit par le débroussaillement, la limitation de l’apport du feu ou la réglementation des activités en forêt. Il définit en particulier cinq niveaux de vigilance croissants auxquels sont associés différentes mesures,.
Les mouvements de terrains susceptibles de se produire sur la commune sont des tassements différentiels.

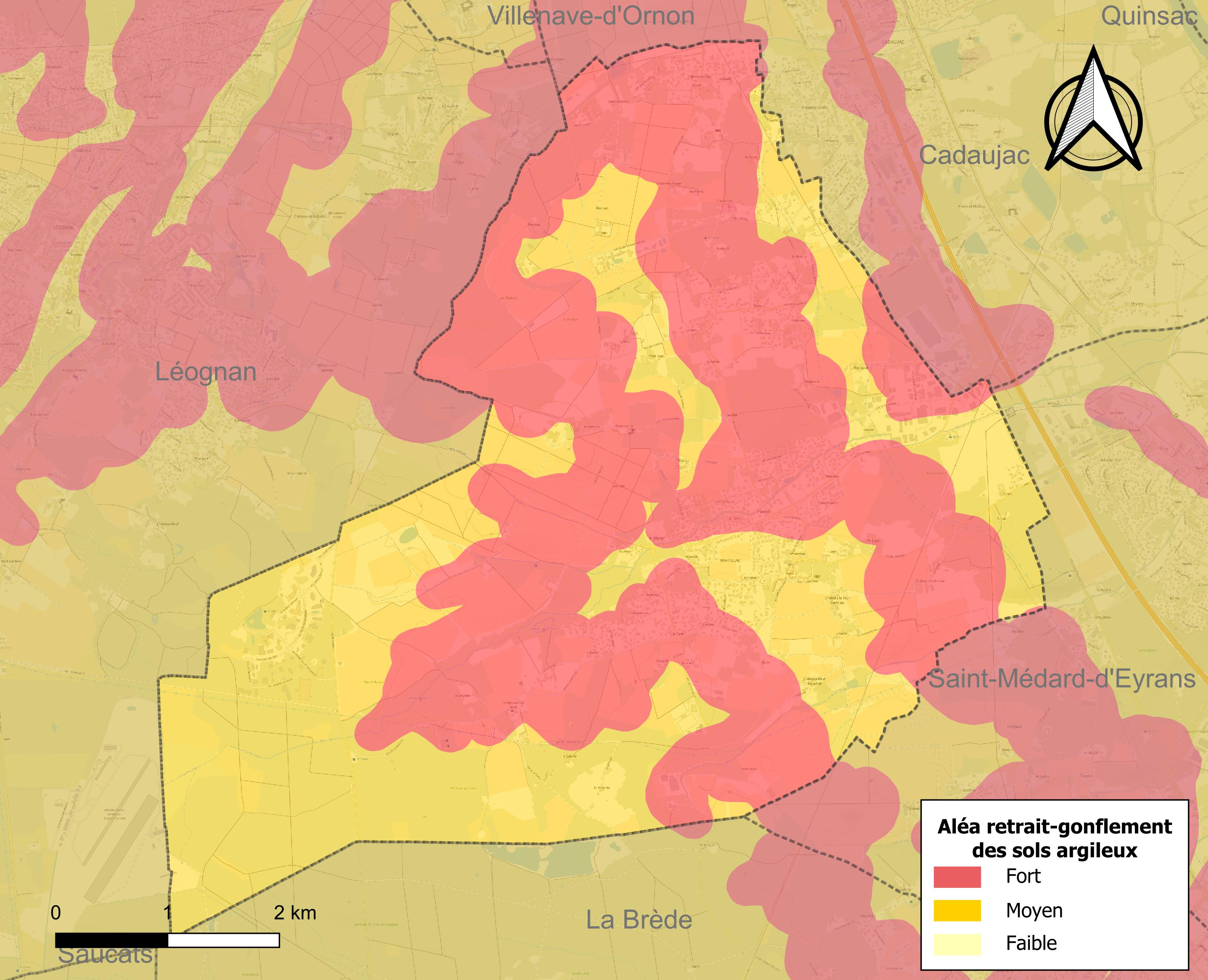
Carte des zones d'aléa retrait-gonflement des sols argileux de Martillac.

Le retrait-gonflement des sols argileux est susceptible d'engendrer des dommages importants aux bâtiments en cas d’alternance de périodes de sécheresse et de pluie. La totalité de la commune est en aléa moyen ou fort (67,4 % au niveau départemental et 48,5 % au niveau national). Sur les 1 139 bâtiments dénombrés sur la commune en 2019, 1 139 sont en aléa moyen ou fort, soit 100 %, à comparer aux 84 % au niveau départemental et 54 % au niveau national. Une cartographie de l'exposition du territoire national au retrait gonflement des sols argileux est disponible sur le site du BRGM,.
Par ailleurs, afin de mieux appréhender le risque d’affaissement de terrain, l'inventaire national des cavités souterraines permet de localiser celles situées sur la commune.
Concernant les mouvements de terrains, la commune a été reconnue en état de catastrophe naturelle au titre des dommages causés par la sécheresse en 1989, 2003, 2010, 2011, 2012, 2015 et 2017 et par des mouvements de terrain en 1999.

## Toponymie
Le nom de la commune pourrait provenir de l’anthroponyme latin Martilius ou de Martius, le dieu Mars ; il y avait là un temple dédié au dieu de la guerre.
En gascon, la commune est appelée Martilhac.

## Histoire
À la Révolution, la paroisse Notre-Dame de Martillac forme la commune de Martillac.

## Politique et administration

### Liste des maires
| Période                                  | Période  | Identité                     | Étiquette | Qualité |
| ---------------------------------------- | -------- | ---------------------------- | --------- | ------- |
| 1955                                     | 1989     | Hervé Cornette de Venancourt |           |         |
| 1989                                     | 2001     | Claude Rouzier-Toussain      |           |         |
| 2001                                     | 2014     | Jean Claverie                | PS        |         |
| 2014                                     | En cours | Dominique Claverie           | SE        | Cadre   |
| Les données manquantes sont à compléter. |          |                              |           |         |

### Jumelages
Bibbona (Italie) depuis 2004

## Démographie
L'évolution du nombre d'habitants est connue à travers les recensements de la population effectués dans la commune depuis 1793. Pour les communes de moins de 10 000 habitants, une enquête de recensement portant sur toute la population est réalisée tous les cinq ans, les populations de référence des années intermédiaires étant quant à elles estimées par interpolation ou extrapolation. Pour la commune, le premier recensement exhaustif entrant dans le cadre du nouveau dispositif a été réalisé en 2007.

En 2022, la commune comptait 3 581 habitants, en évolution de +20,37 % par rapport à 2016 (Gironde : +6,91 %, France hors Mayotte : +2,11 %).
| 1793 | 1800 | 1806 | 1821 | 1831 | 1836 | 1841 | 1846 | 1851 |
| ---- | ---- | ---- | ---- | ---- | ---- | ---- | ---- | ---- |
| 555  | 698  | 786  | 817  | 747  | 814  | 847  | 836  | 861  |

| 1856 | 1861 | 1866 | 1872 | 1876 | 1881  | 1886 | 1891 | 1896  |
| ---- | ---- | ---- | ---- | ---- | ----- | ---- | ---- | ----- |
| 837  | 837  | 882  | 946  | 996  | 1 026 | 960  | 994  | 1 046 |

| 1901 | 1906 | 1911 | 1921 | 1926 | 1931 | 1936 | 1946 | 1954 |
| ---- | ---- | ---- | ---- | ---- | ---- | ---- | ---- | ---- |
| 970  | 895  | 840  | 811  | 867  | 771  | 764  | 809  | 869  |

| 1962 | 1968 | 1975  | 1982  | 1990  | 1999  | 2006  | 2007  | 2012  |
| ---- | ---- | ----- | ----- | ----- | ----- | ----- | ----- | ----- |
| 877  | 965  | 1 090 | 1 309 | 1 652 | 2 020 | 2 265 | 2 293 | 2 770 |

| 2017  | 2022  | - | - | - | - | - | - | - |
| ----- | ----- | - | - | - | - | - | - | - |
| 3 067 | 3 581 | - | - | - | - | - | - | - |

## Économie
La commune héberge le siège d'Exosun, un des principaux fabricants français de trackers solaires.

## Lieux et monuments
- L'église Sainte-Quitterie de Martillac, de style roman, est construite vers le XIe siècle. L'abside a été inscrite au titre des monuments historiques en 1925[33].
- Église Notre-Dame de Martillac.
- Aqueduc de Budos
- Château de Rochemorin
- Le « chêne de Montesquieu »
- Domaines viticoles
  - Château Latour-Martillac
  - Château Smith Haut Lafitte
  - Domaine de la Solitude
  - Château La Garde

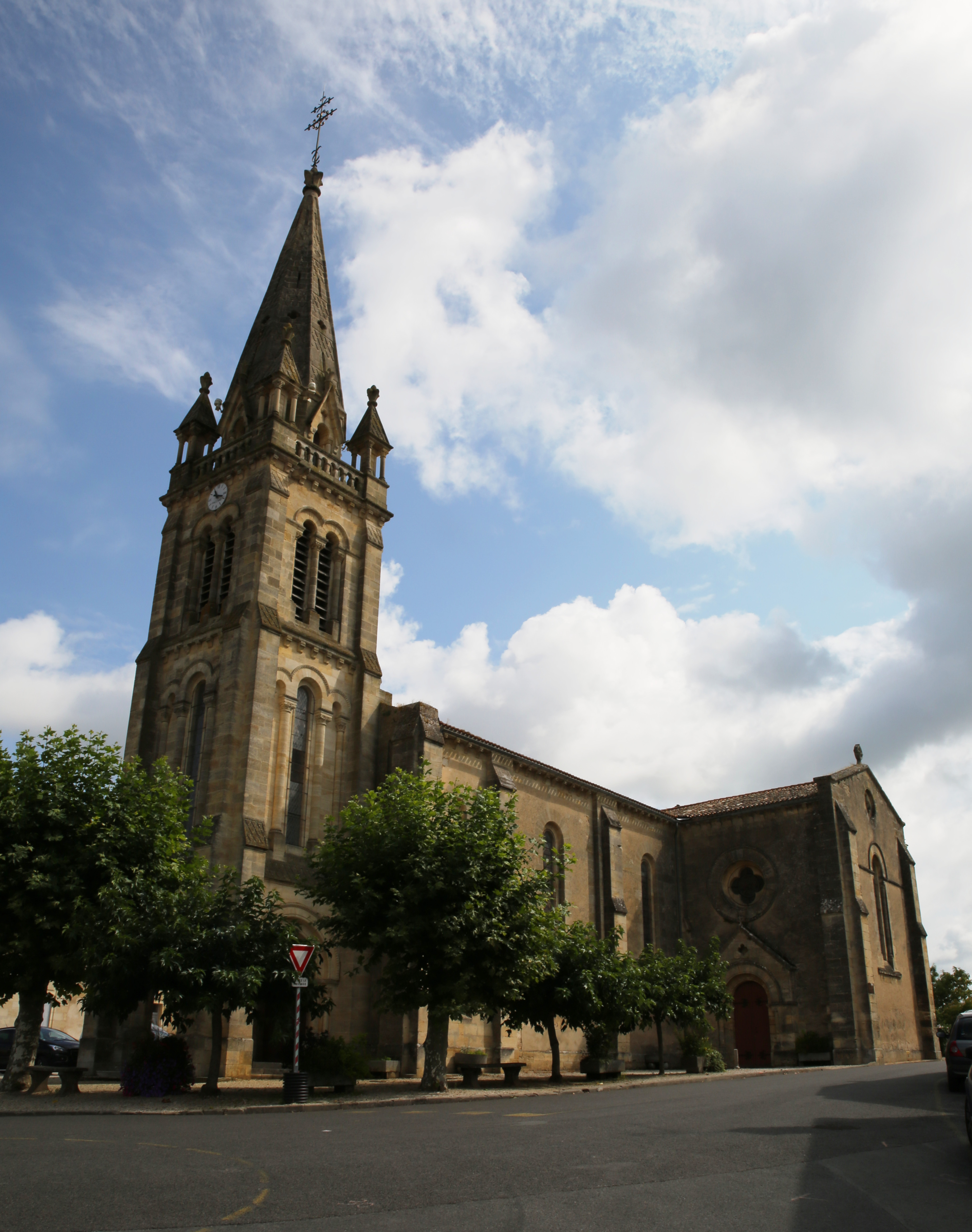
L'église Sainte-Quitterie.
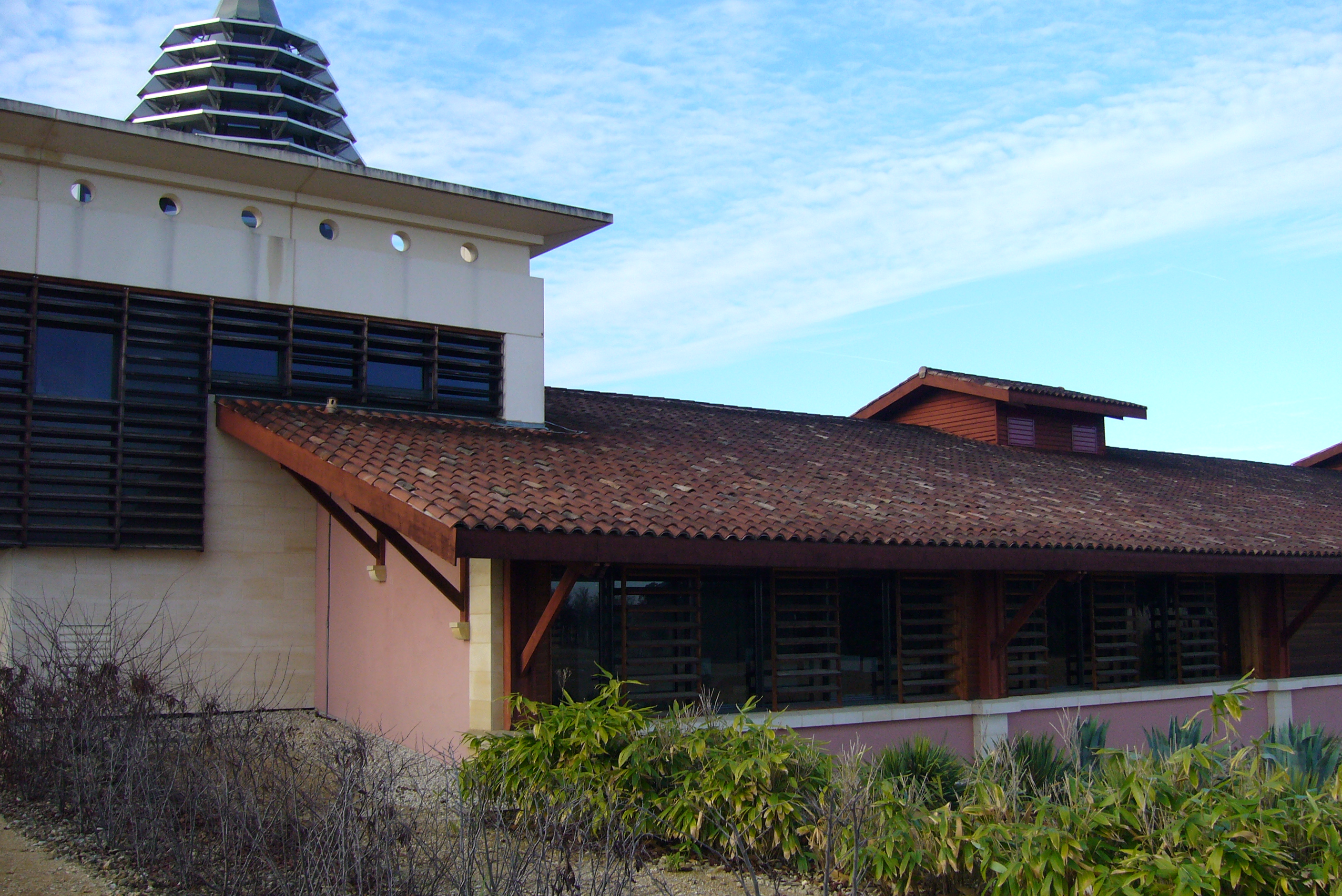
Chais du château de Rochemorin.
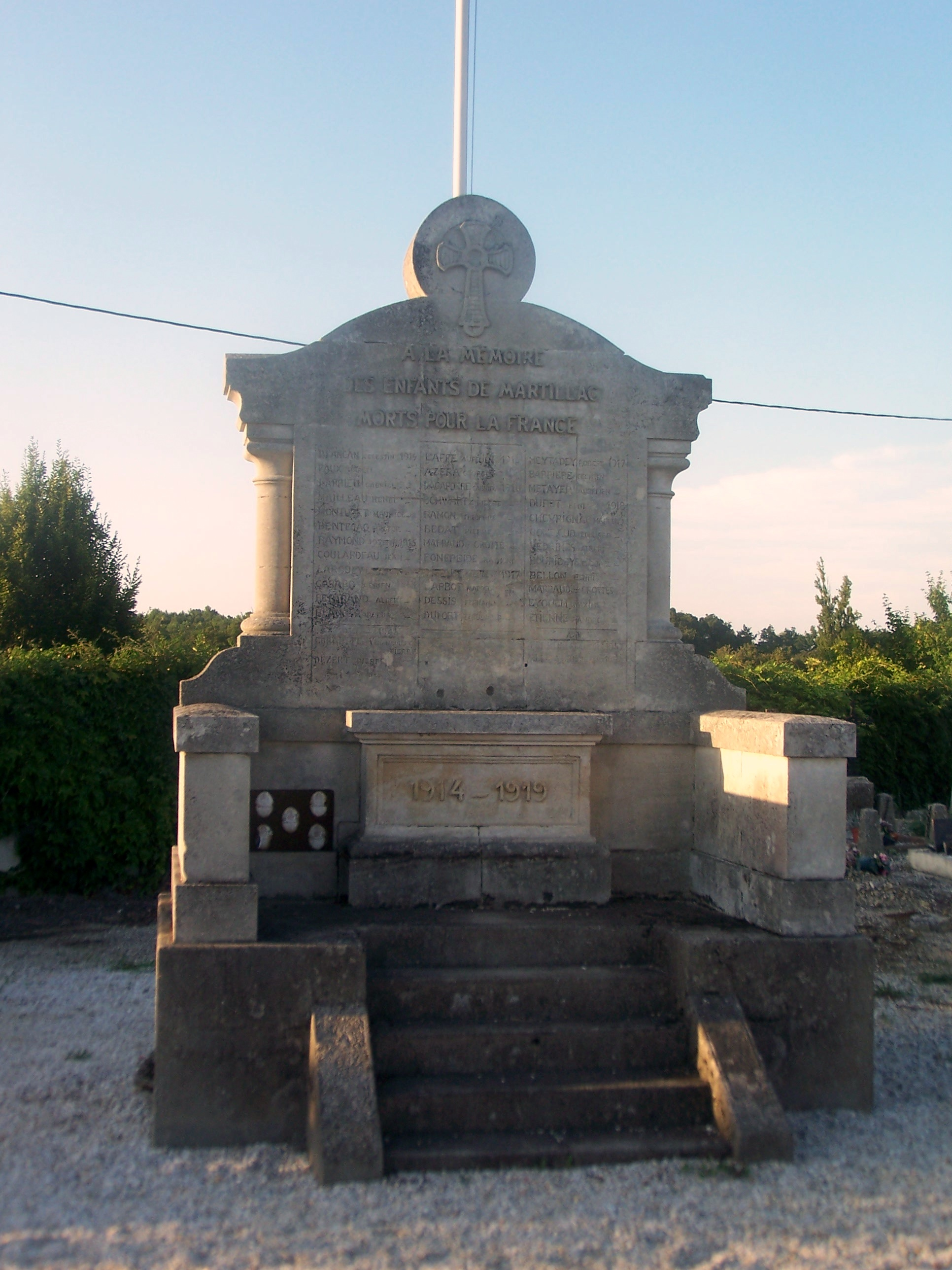
Le monument aux morts, au cimetière (août 2015).

### Personnalités liées à la commune
- Pierre-Bienvenu Noailles (1793-1861), prêtre catholique, fondateur de la Congrégation de la Sainte Famille de Bordeaux installée sur le Domaine de la Solitude.[pourquoi ?]
- Florent Serra, joueur de tennis professionnel français.[pourquoi ?]
- Jeanne de Lartigue, épouse de Montesquieu, y possédait ses terres familiales.
- Georges et Yvonne Préveraud de Sonneville, artistes peintres, y ont résidé de 1925 à 1930.

### Héraldique
| Blason de Martillac | « Écartelé d'azur et de gueules au premier aux trois fasces d’argent, à la croix potencée de gueules brochant sur le tout, au deuxième à la tour d’argent ouverte du champ et maçonnée de sable, au troisième au château couvert en croupe d’argent, flanqué de deux tours couvertes girouettées du même, posé sur une terrasse d’or et surmonté d’une grappe de raisin du même, au quatrième au chêne arraché d’argent, le tronc accosté de deux brins de muguet du même. » Blason déposé à la préfecture en 1989. |